# Villa Real de San Antonio (freguesia)
Villarreal de San Antonio[cita requerida] (en portugués: Vila Real de Santo António) es una freguesia portuguesa del concelho de Villarreal de San Antonio, en el distrito de Faro. Tiene 8,95 km² de área y 11.946 habitantes (2011). Densidad: 1.334,7 km².
La freguesia comprende todo el núcleo urbano del municipio de Villarreal de San Antonio, así como la parte oriental de la localidad de Hortas (cuya parte occidental pertenece a la freguesia de Monte Gordo). Hasta la reconstrucción de la villa por el Marqués de Pombal (1774) había sido un pequeño pueblo de pescadores, llamado San Antonio de Arenilla.

## Patrimonio
El principal patrimonio histórico-artístico de Villarreal es el centro histórico pombalino, que se desarrolla en torno al núcleo de la Plaza Marqués de Pombal, donde se sitúan la Iglesia matriz, la Cámara Municipal y un obelisco central, sobre piso pavimentado con empedrado portugués, en un conjunto diseñado por el arquitecto Reinaldo Manuel dos Santos. Las calles principales parten de esta plaza en la dirección de los puntos cardinales, formando una perfecta cuadrícula de arquitectura uniforme.
- Datos: Q973911
- Multimedia: Vila Real de Santo António (freguesia) / Q973911